# Mirosternus vestitus
Mirosternus vestitus är en skalbaggsart som beskrevs av Perkins 1910. Mirosternus vestitus ingår i släktet Mirosternus och familjen trägnagare. Inga underarter finns listade i Catalogue of Life.